# 红玫瑰与白玫瑰
《紅玫瑰與白玫瑰》是張愛玲於1944年創作的短篇小说。后收录于张爱玲1944年出版的小说集《传奇》，同时收录的包括中短篇小说〈留情〉、〈鴻鸞禧〉、〈傾城之戀〉、〈等〉、〈桂花蒸 阿小悲秋〉、〈金鎖記〉還有〈紅玫瑰與白玫瑰〉。

## 改编作品

### 电影
1994年由香港导演关锦鹏执导的剧情片。曾获得第四十五届柏林国际电影节提名。
由陳沖、趙文瑄、葉玉卿、史戈等聯合主演。

### 话剧
2007年田沁鑫导演，罗大军编剧的话剧。